# Nougat
Unter Nougat (auch Nugat, der oder das, oder Noisette, die) werden verschiedene Konfektmassen oder hieraus gefertigte Süßwaren verstanden, wobei grundsätzlich zu unterscheiden ist zwischen dunklem Nougat mit Kakao und weißem Nougat ohne Kakao – die beiden Arten sind nicht miteinander verwandt.
In der Schweiz wird auch Blätterkrokant als Nougat bezeichnet, auf Französisch Nougatine. Hierbei handelt es sich jedoch um eine andere Süßspeise, die mit Nougat gemein hat, dass sie ebenfalls auf der Basis von Nüssen hergestellt wird.
Nougat kommt in vielen verschiedenen Geschmacksrichtungen vor: klassisches Nougat, Mandel-Nougat, helles Nougat, Zartbitter-Nougat, Schicht-Nougat, Krokant-Nougat und Sahne-Nougat.

## Etymologie
Der französische Name Nougat für den weißen Nougat ist aus dem okzitanischen nogat entlehnt, einer Ableitung von okzitanisch noga „Nuss“ (von lateinisch nux).

## Dunkler Nougat

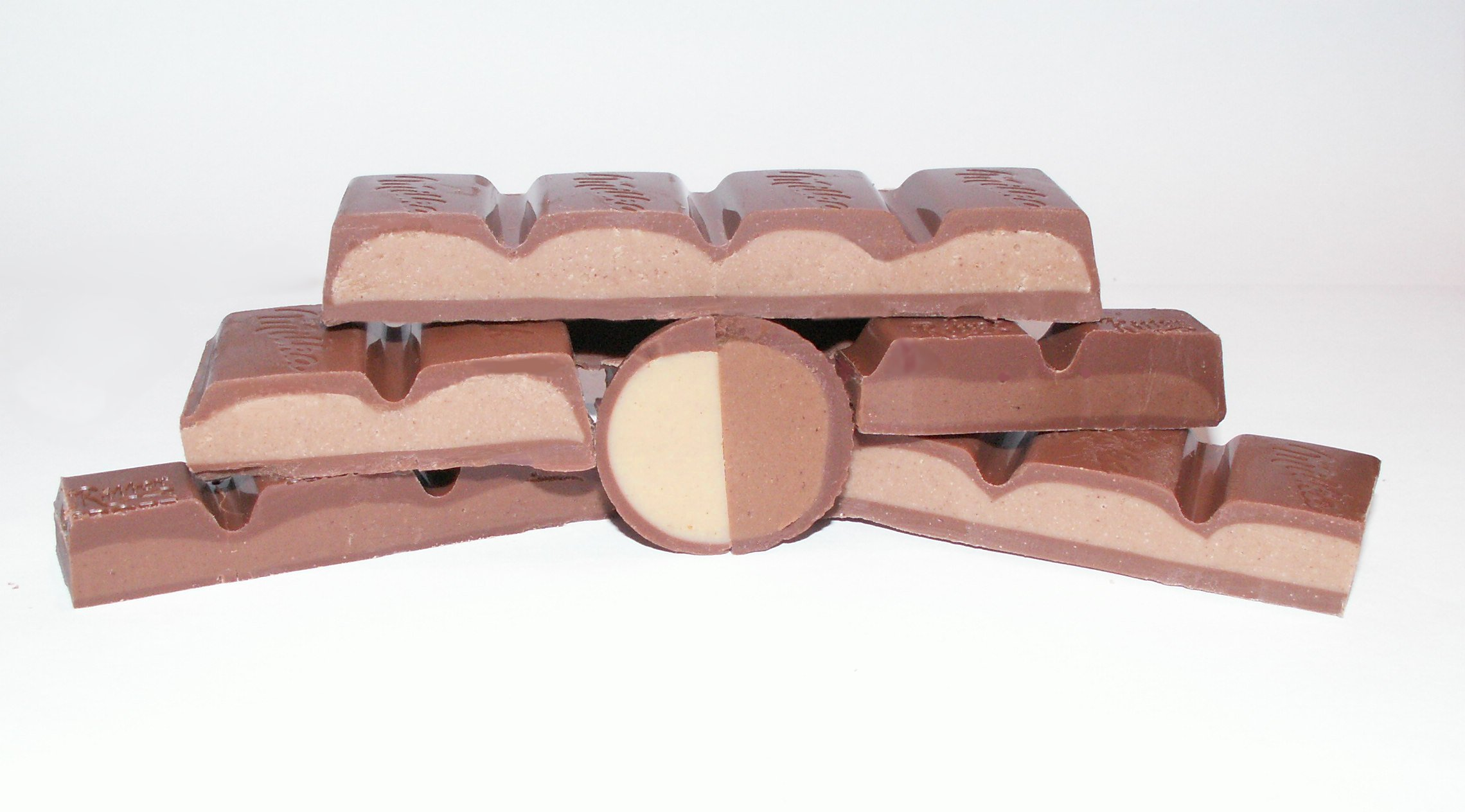
Nougat-Schokolade und Praline

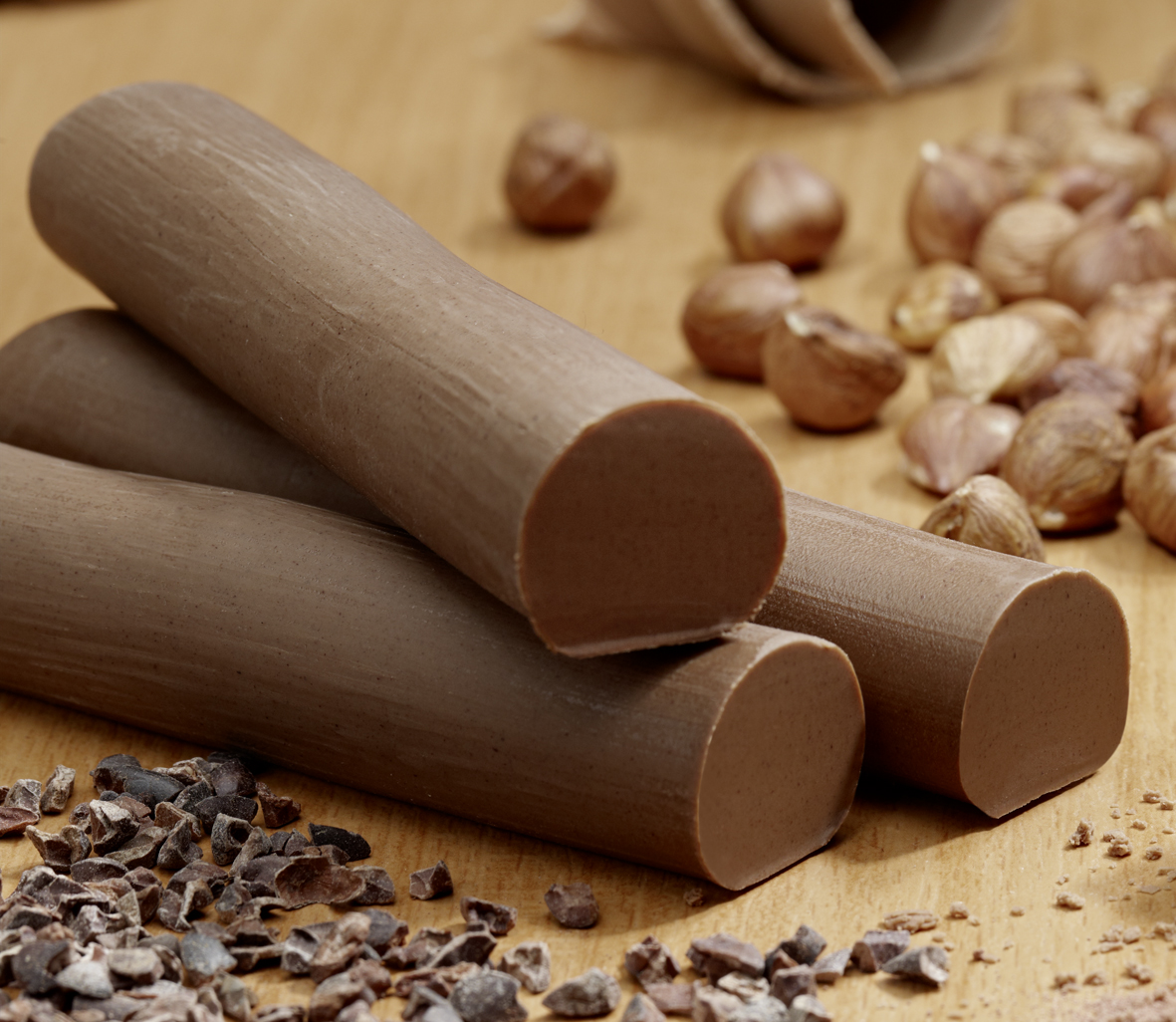
Nougat in Stangen

### Herkunft
Dunkler Nougat hat seinen Ursprung in der aus Turin stammenden Gianduia (auch Gianduja; vergleiche Giandujafolklore, eine traditionelle Figur des Faschings im Piemont) und ist im romanischen Sprachraum auch unter diesem Namen bekannt. Die Gianduia entstand als Folge hoher Zölle, die während der Zeit Napoleons auf Waren aus England und seinen Kolonien erhoben wurden (Kontinentalsperre 1806–1814), darunter Kakao: In Turin, wo man schon damals die Kunst der Schokoladenverarbeitung pflegte, wurde daraufhin die Schokolade mit gerösteten und anschließend gemahlenen Haselnüssen gestreckt. Kurze Zeit später wurde diese Verlegenheitslösung eine bekannte Spezialität.
Einen ersten schriftlichen Hinweis gibt es im 1813 von Antonio Bazzarini verfassten Werk “Piano teorico-pratico di sostituzione nazionale al cioccolato” (deutsch: „Theoretisch-praktischer Plan für den nationalen Ersatz von Schokolade“), in dem er beschreibt, wie mit einem Gemisch aus süßen Mandeln, Lupinen, Getreide und Zuckersirup der Kakaoanteil verringert werden kann. Ab 1832 war Pier Paul Caffarel in Bianchinis Schokolademanufaktur tätig, der nach Bianchinis Tod damit begann, in industriellen Dimensionen zu produzieren. Michele Prochet soll 1852 erkannt haben, dass mit gerösteten Haselnüssen das Geschmackserlebnis um ein Vielfaches erhöht werden kann. Er begann zuerst in Eigenregie – später zusammen mit Caffarels Sohn Isidore – mit „Pasta Gianduja“ verfeinerte Schokoladespezialitäten zu produzieren.
In Turin wird Gianduia in kleinen Stücken unter der Bezeichnung „Gianduiotto“ als typische örtliche Spezialität angeboten. Zur Verwendung kommen hier vorwiegend Haselnüsse aus dem Piemont, da die hier angebaute Sorte „tonda gentile“ sich durch feineren Geschmack und geringere Verderbnisanfälligkeit als die heute in der Lebensmittelproduktion überwiegenden türkischen Haselnusssorten auszeichnet.
Mittlerweile ist die Bezeichnung Gianduia auch in Deutschland bekannt, wo sie – neben der französischen Bezeichnung Praliné – für feine auf der Basis von Nüssen und Schokolade hergestellte Spezialitäten Verwendung findet. Da Pralinen klassischerweise oft mit Nougatfüllungen versehen waren, wird mit Schokolade überzogenes Konfekt im Deutschen als Praline bezeichnet. Crème pralinée im Französischen hingegen ist immer eine nougatähnliche Masse, während Pralinen Schokoladenbonbons (bonbons au chocolat) genannt werden.

### Herstellung
Die Hauptzutat von dunklem Nougat sind Haselnüsse. Die Kerne werden bei 150–180 °C etwa 20 Minuten lang geröstet und anschließend abgekühlt und in einer Mühle zerrieben. Dadurch entsteht eine Rohmasse ähnlich dem Marzipan, der Lecithin zugesetzt werden kann, um sie besser zu binden. Der Paste wird Nusskrokant beigemischt, wenn das Nougat dunkler werden soll. Die Haselnussmasse wird mit Puderzucker, Kakaobutter, Kuvertüre, Vanillin und Milchpulver verknetet und gewalzt, bis sie eine homogene Masse bildet. Optional werden Pflanzenfette wie Sojafett beigefügt. Wenn die Masse kühler wird, erstarrt sie und das Nougat kann plattiert und geschnitten werden.

### Unterschiede
Das Verhältnis zwischen Haselnüssen, Schokolade und Zucker entscheidet letztlich nicht nur über den Geschmack, sondern auch über die Konsistenz der Masse, die hart, aber auch cremig sein kann.
Dunkler Nougat lässt sich in Geschmack und Konsistenz unterscheiden. Ein hoher Haselnussanteil (über 30 %), eine frische Röstung und die Verwendung von Haselnüssen der aktuellen Ernte und hochwertiger Sorten sind einige Qualitätsindikatoren, ebenso wie der Grad der Zerkleinerung. Die Wahrnehmungsgrenze der Partikel liegt bei etwa 30 µm, darüber wirkt die Masse sandig oder, bei deutlich darüber liegenden Partikeln, krokantartig. Kleinere Partikelgrößen führen zu einer geringeren Viskosität und somit besserem Schmelz der Masse. Dem gegenüber stehen handwerkliche Qualitäten, die einen absichtlich gröberen Zerkleinerungsgrad aufweisen.

### Verwendung
Nougat kann pur genossen werden. Darüber hinaus werden Nougat und Nougatmasse in Füllungen und Massen für Backwaren verwendet sowie zur Herstellung von Pralinen und anderen Süßigkeiten. Ein weiteres Nougaterzeugnis ist die vor allem als Brotaufstrich genutzte Nougatcreme, die sich dadurch vom Nougat unterscheidet, dass ihr Pflanzenfette zugesetzt werden.

## Weißer Nougat

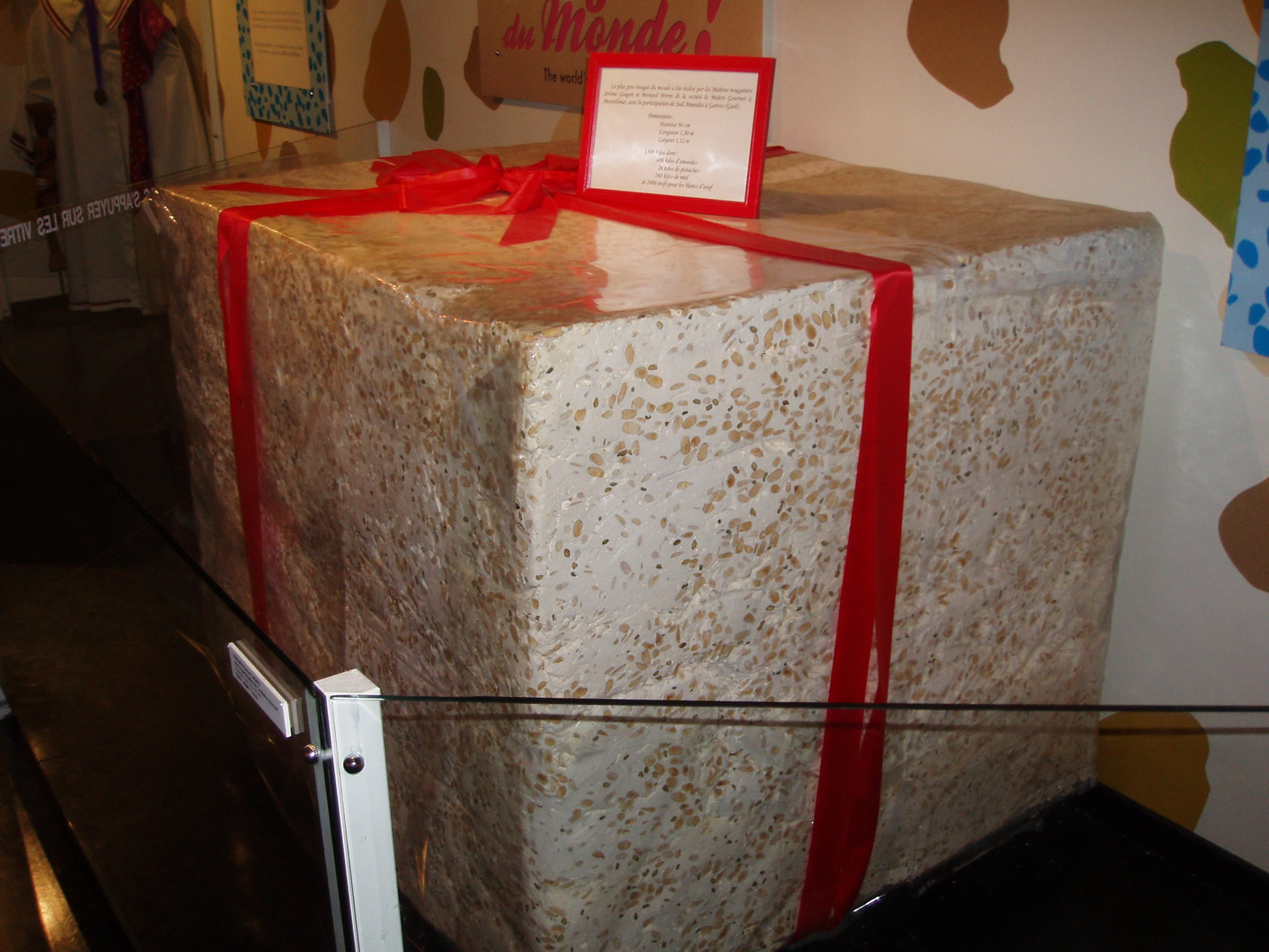
Weißer Nougat:
Größter Nougat der Welt im Palais des Bonbons et du Nougat, 96 × 130 × 112 cm, 1300 kg

Unter die Warengruppe weißer Nougat fallen Schaumzuckerwaren, die als Gaz, Türkischer Honig, orientalischer Honig, niederländischer Nougat, Nougat de Montélimar, Μαντολάτο (Mandolato), Turrón, Torró und Torrone bezeichnet werden.
Weißer Nougat besteht aus einer schaumig aufgeschlagenen hellen Masse aus Eischnee und Honig (sowie meist als billigerer Honigersatz Saccharose und Glucosesirup) sowie weiteren Zutaten wie Samenkernen (Mandeln, Nüssen oder Pistazien), kandierten Früchten (z. B. Kirschen oder Trauben) und teilweise Gelatine. Die Rezepte variieren je nach Herstellungsregion. Weißer Nougat hat in Abhängigkeit vom Rezept und dem Wassergehalt (10 % und weniger) eine weiche bis halb feste Konsistenz.

### Herkunft
Beruhend auf griechisch-römischen und persischen Wurzeln (Gaz) haben sich insbesondere in Frankreich (Montélimar-Nougat), der Iberischen Halbinsel (Turrón und Torró) und Italien (Torrone) seit Jahrhunderten große Traditionen in der Herstellung von weißem Nougat herausgebildet. Belgischer Noga, Niederländischer Softnougat, Türkischer Honig und Halva (Vorderasien und Osteuropa) sind ähnliche Süßspeisen. Alle enthalten im Grundrezept keinen Kakao.

### Französischer Nougat de Montélimar
Es handelt sich hierbei um eine Süßwarenspezialität der französischen Stadt Montélimar in der Nord-Provence. Die Geschichte des Montélimar-Nougats geht angeblich bis auf die Griechen zurück, die es nach Zentraleuropa brachten. Das Rezept gelangte über Marseille in die Provence, wo die Herstellung im 16. Jahrhundert mit der Einführung asiatischer Mandelbäume begann. Als nux gatum, das heißt „(Kuchen) mit Nüssen“, wird es seit 1700 erwähnt. In Montélimar selbst wird allerdings die volksetymologische Erklärung bevorzugt, dass die Bezeichnung von tu nous gâtes („du verwöhnst uns“) abgeleitet sei.

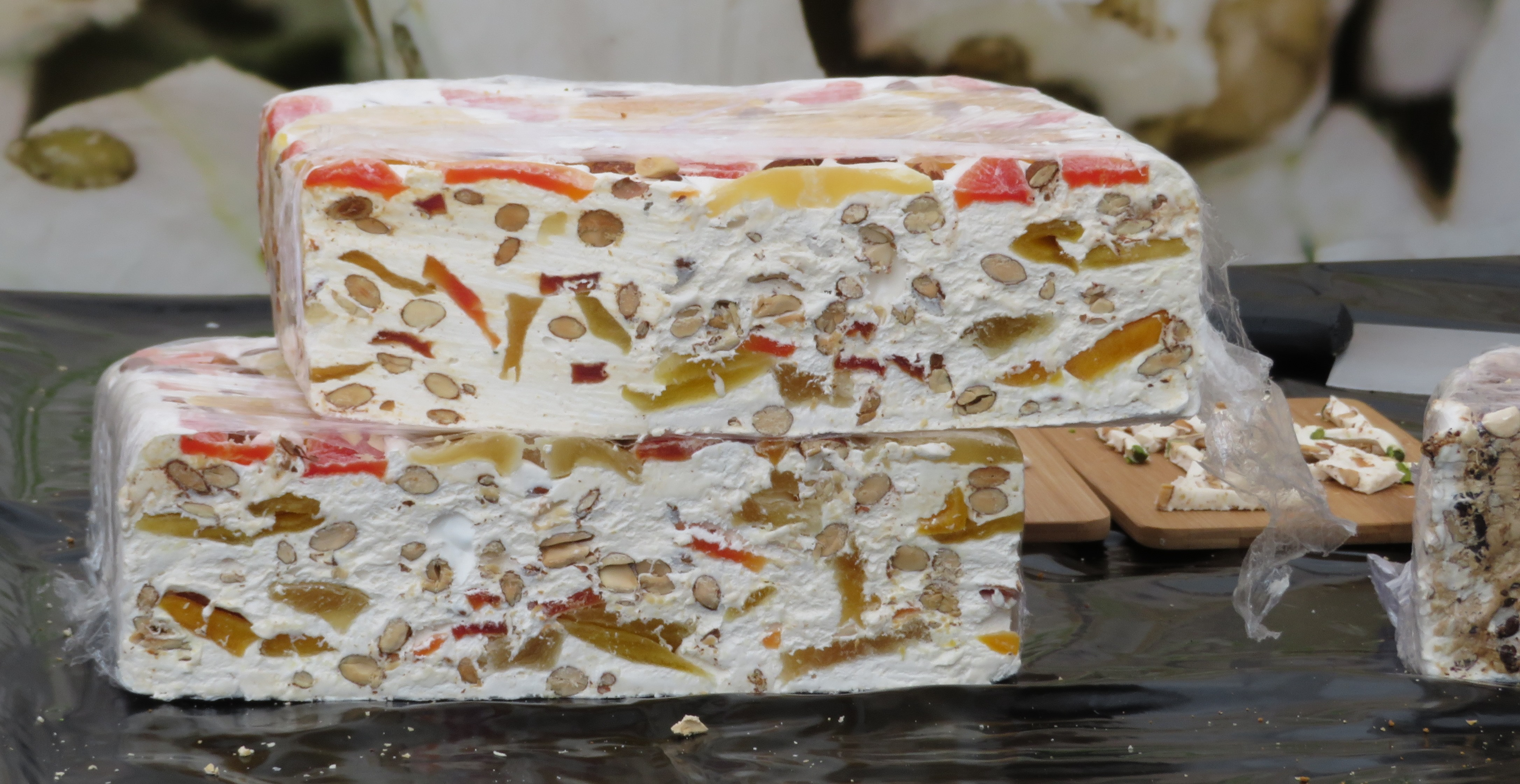
Montélimar-Nougat

Nougat de Montélimar besteht aus Wasser, Lavendelhonig, Eischnee, gerösteten Mandeln, Pistazien, Zucker, Glukosesirup und Vanille. Der Samenkernanteil muss mindestens 30 % betragen, davon 28 % geröstete Mandeln und 2 % Pistazien. Nur dieser Nougat darf das Gütesiegel Appellation d’Origine Contrôlée (AOC) und den Namen Nougat de Montélimar tragen. Der Eischnee wird mit erhitztem Honig vermischt, dazu wird eine aufgekochte Zuckerlösung gegeben und mit den anderen Zutaten vermengt. Es gibt verschiedene Varianten: hart oder weich, weiß oder farbig und mit verschiedenen Aromen versetzt. In billigerem Nougat wird ein Teil der Mandeln durch Haselnüsse oder Erdnüsse ersetzt, und es werden billigere Honige verwendet.

### Gaz
Gaz ist persischer Nougat aus dem Iran, der aus dem milchigen Saft der Tamariskenpflanze, geschlagenem Eiweiß, Zucker, Rosenwasser und Pistazien bzw. Mandeln hergestellt wird.

### Niederländischer Nougat
Unter dem Markennamen Nappo und der Eigenbezeichnung „Holländischer Nougat“ wird eine industriell gefertigte und günstige Süßware angeboten. Ein ähnliches Produkt wird von der Firma Dresse Nougat in Aachen gefertigt, einer kleinen Manufaktur in Familienbesitz. Beide Firmen produzieren das Produkt in Rautenform.

### Türkischer Nougat (Türkischer Honig)

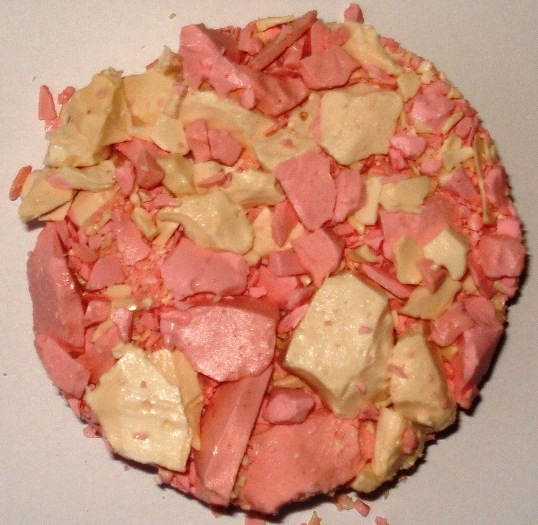
Zweifarbiger Türkischer Nougat – vom Block abgeschlagene, portionierte Stücke

Der türkische Nougat (türkisch: Koz Helvası) wird häufig auch als Türkischer Honig bezeichnet. Dies ist eine ältere Bezeichnung für weißen Nougat. Halva (türkisch: Tahin-Helva) hingegen ist kein Nougat; es besteht hauptsächlich aus einem Mus von Ölsamen, insbesondere Sesam.

### Turrón
Spanischer Turrón (katalanisch: Torró) besteht mindestens zur Hälfte aus Mandeln.

### Torrone
In Italien und in der Schweiz werden vergleichbare Produkte als Torrone bezeichnet. Vor allem die Region Piemont ist dafür bekannt.